# Hnæf
Hnæf hijo de Hoc fue un príncipe vikingo de Dinamarca en la era de Vendel (siglo V) según aparece en el poema épico Beowulf, Widsith y también el Fragmento de Finnsburg.
Según el poema Widsith (siglo X), Hnæf gobernaba a los hocingos, un posible clan germánico de Jutlandia. Hnæf era hermano de Hildeburh y cuñado de Finn, quien gobernaba a los frisones y que murió en el campo de batalla durante una incursión vikinga de los daneses, encabezados por Hengest.